# 近大ナマズ
近大ナマズ（きんだいナマズ）は、近畿大学教授の有路昌彦によって開発されたナマズ。

## 概要
近畿大学で開発されたウナギ味のナマズであり、価格が高騰しているニホンウナギに代わると提案されている。2016年7月23日よりイオンでの販売が始まり、順次他のスーパーや百貨店にも出荷される。
翌2017年にはイオンは近大ナマズの蒲焼の販売店舗を121店から2100店に増やし、仕入れ数も増やした。
第84回毎日広告デザイン賞では、近大ナマズが登場した2016年正月の新聞広告が教育部門の準部門賞を受賞した。